# Bunești (okręg Suczawa)
Bunești – wieś w Rumunii, w okręgu Suczawa, w gminie Bunești. W 2011 roku liczyła 581 mieszkańców.